# 克里斯泰什蒂鄉 (博托沙尼縣)
47°38′N 26°44′E / 47.633°N 26.733°E
克里斯泰什蒂鄉（羅馬尼亞語：Comuna Cristești, Botoșani），是羅馬尼亞的鄉份，位於該國東北部，由博托沙尼縣負責管轄，面積78平方公里，海拔高度140米，2007年人口4,843，人口密度每平方公里62人。